# Richelieu (Film)
Richelieu (im Englischen auch Temporaries) ist ein Filmdrama von Pier-Philippe Chevigny. Es handelt von einer jungen Frau, die einen Job als Dolmetscherin zwischen guatemaltekischen Wanderarbeitern und ihrem kanadischen Arbeitgeber annimmt und Zeugin von deren Ausbeutung wird. Die Premiere des Films erfolgte im Juni 2023 beim Tribeca Film Festival. Anfang September 2023 kam er in die kanadischen Kinos.

## Handlung
Arines Exmann sitzt wegen Betrugs im Gefängnis und hat ihr alle seine Schulden hinterlassen. Ihre angespannte finanzielle Situation zwingt sie, zu ihrer Mutter Nicole in ihre Heimatstadt in der Gegend von Richelieu im kanadischen Quebec zurückzukehren, wo sie in einer Maisfabrik einen Job als Dolmetscherin zwischen den Saisonarbeitern aus Guatemala und ihrem kanadischen Arbeitgeber annimmt, der hier von Fabrikdirektor Stéphane vertreten wird. Eigentlich muss Arine einfach die Wörter, die sie auf Französisch hört, auf Spanisch wiederholen, doch obwohl sie unparteiisch bleiben soll, kann sie nicht schweigen, als sie immer wieder Zeugin der Misshandlungen der Wanderarbeiter wird.
Die Arbeiter scheinen sich mit den harten Arbeitsbedingungen arrangiert zu haben, wohlwissend, dass sie gefeuert werden, wenn sie diese nicht akzeptieren. Auch dass sie zwei Stunden brauchen, um zu einem Laden zu kommen, um Lebensmittel zu kaufen, oder sie mitten in der Nacht für Überstunden geweckt werden, dass es in ihren Schlafräumen Kameras gibt und sie sich ein Badezimmer teilen müssen, nehmen sie hin. Ihre Freizeit verbringen die Helfer mit gemeinsamen Mahlzeiten, dem Hören von Musik und dem Erzählen von Geschichten. Auch Manuel Morales, ein ungebildeter, junger Mann, der seine kleinen Kinder in Guatemala zurückgelassen und mit dem sich Arine angefreundet hat, wird ausgenutzt. Es fällt ihr bei derartigen Ungerechtigkeiten immer schwerer, den Mund zu halten. Sie scheint als einzige die Arbeiter als echte Menschen zu sehen. Doch sie alle, angefangen beim Chef Stéphane über die Wanderarbeiter bis hin zu Arine selbst, haben Angst, ihren Job zu verlieren.

## Produktion

### Filmstab und Besetzung

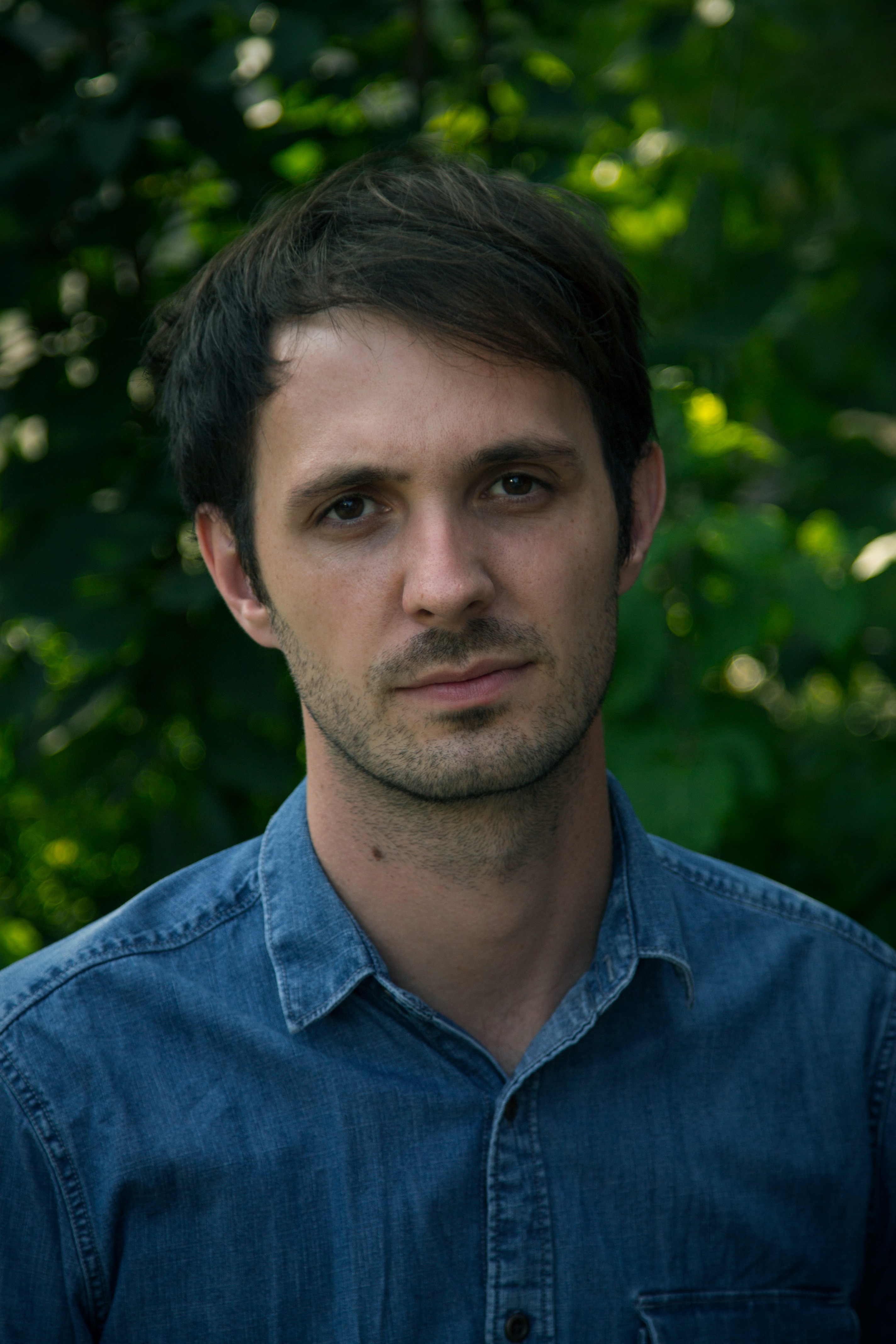
Pier-Philippe Chevigny führte Regie und schrieb das Drehbuch

Regie führte Pier-Philippe Chevigny, der auch das Drehbuch schrieb. Es handelt sich bei Richelieu nach einigen Kurzfilmen um das Spielfilmdebüt des Kanadiers.
Ariane Castellanos spielt in der Hauptrolle die als Dolmetscherin tätige Arine. Ihr Vater ist Guatemalteke, ihre Mutter stammt aus Quebec, wo Castellanos geboren wurde und aufwuchs. Sie besuchte ein CEGEP und lernte dort moderne Sprachen und auch verschiedene Akzente. Castellanos spricht Französisch, Englisch, Spanisch, Italienisch und ein wenig Russisch und ist auch im wahren Leben als Dolmetscherin tätig. Nach ihrem Abschluss an der École Supérieure de Théâtre der Université du Québec à Montréal arbeitete Castellanos für Fernseh- und Internetproduktionen, spielte 2018 im Théâtre Denise-Pelletier in dem Stück Temps Zero und war hiernach in der Fernsehserie Les Honourables zu sehen. Nelson Coronado, der zuvor lediglich in dem Kriminalfilm Crépuscule pour un tueur in einer kleinen Nebenrolle als Concierge zu sehen war, spielt den guatemaltekischen Wanderarbeiter Manuel Morales. Marc-André Grondin, bekannt durch seine Rolle in C’est la vie – So sind wir, so ist das Leben, spielt Fabrikdirektor Stéphane. Marvin Coroy, der in mehreren Filmen von Jayro Bustamante wie Ixcanul – Träume am Fuße des Vulkans mitwirkte, spielt Hector. Im Abspann des Films dankt Chevigny dem guatemaltekischen Regisseur. In weiteren Rollen sind Luis Olivia als Juan, Eve Duranceau als Michèle und Micheline Bernard als Arines Mutter Nicole zu sehen.

### Marketing und Veröffentlichung
Der erste Trailer wurde Ende Mai 2023 vorgestellt. Die Weltpremiere von Richelieu fand am 8. Juni 2023 beim Tribeca Film Festival statt. Im Juli 2023 wurde der Film beim Internationalen Filmfestival Karlovy Vary gezeigt und Ende Juli, Anfang August 2023 beim Fantasia International Film Festival. Am 1. September 2023 kam der Film in die kanadischen Kinos. Ende September 2023 wurde er beim Vancouver International Film Festival und beim Calgary International Film Festival gezeigt und Anfang Oktober 2023 beim Festival du Film Francophone de Namur. Im Januar 2024 wird er beim Palm Springs International Film Festival vorgestellt.

## Rezeption

### Kritiken

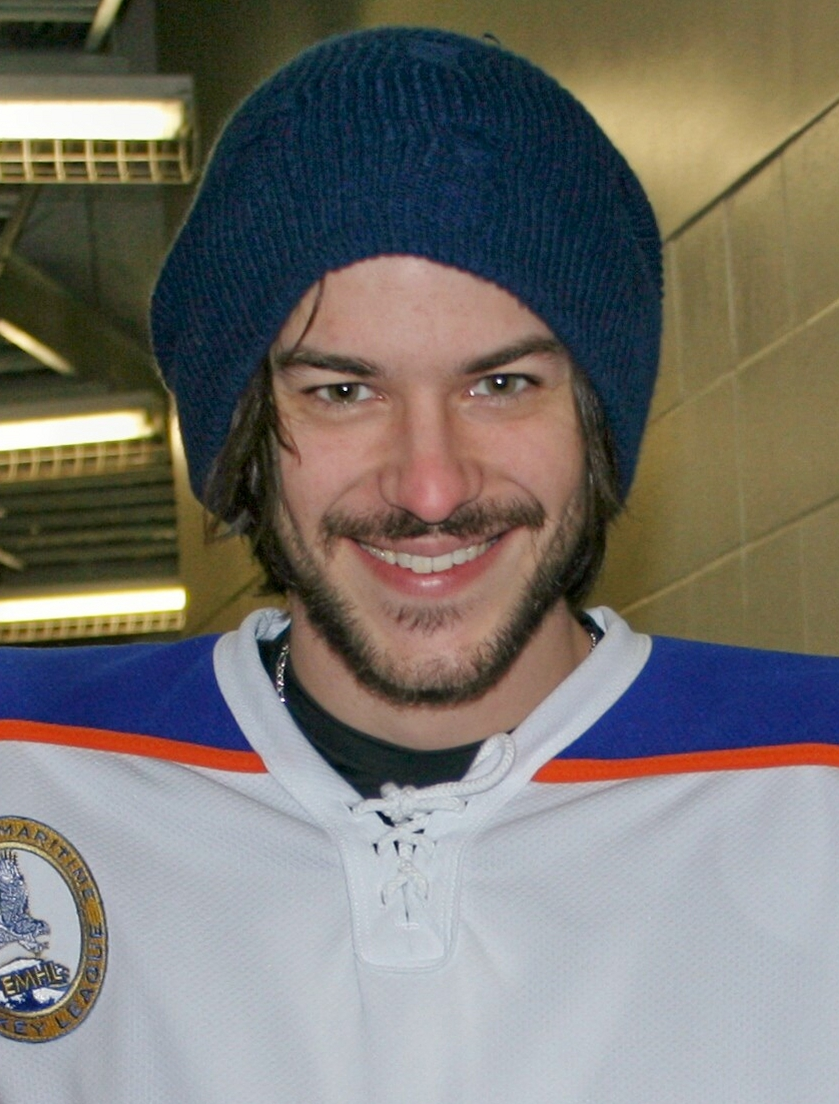
Auch Arines von Marc-André Grondin gespielter Chef Stéphane muss sich an die Bedingungen der modernen Arbeitswelt anpassen

Marco Vito Oddo beschreibt Pier-Philippe Chevignys Spielfilmdebüt in seiner Kritik bei collider.com als unverzichtbar zum Verständnis für den Status quo des modernen Arbeitslebens. So funktioniere der Film auch als ein politisches Instrument und prangere die Ungerechtigkeiten in unserer Welt und in einem grausamen System an, das die Menschen ihrer Menschlichkeit beraubt. Weil in diesem System niemand am Ende der Nahrungskette landen wolle, zeige der Film auch die Gründe für das oft unfair wirkende Verhalten von Fabrikdirektor Stéphane, dessen Job und damit auch dessen Überleben ebenso auf dem Spiel stehen. Damit ähnele Temporaries Ken Loachs Sorry We Missed You, die sich beide mit den Schrecken der modernen Sklaverei beschäftigen und der Gefahr, dass durch die neu von Unternehmen entwickelten „Problemumgehungen“, wenn sie sich Leiharbeitern mit jederzeit kündbaren Verträgen bedienen und sich Sozialleistungen sparen, die Rechte der Arbeitnehmer ausgehebelt werden, für die sie im 20. Jahrhundert so hart gekämpft haben.

### Auszeichnungen
Athens International Film Festival 2023
- Nominierung als Bester Spielfilm im Internationalen Wettbewerb
- Auszeichnung mit dem Publikumspreis im Internationalen Wettbewerb (Pier-Philippe Chevigny)
- Auszeichnung mit dem Greek Film Critics Association Award im Internationalen Wettbewerb (Pier-Philippe Chevigny)[14][15]

Calgary International Film Festival 2023
- Auszeichnung mit dem Preis der Jury für die Beste darstellerische Leistung (Ariane Castellanos)[16]

Canadian Screen Awards 2024
- Nominierung als Bester Film (Geneviève Gosselin-G.)
- Nominierung für die Beste Hauptrolle (Ariane Castellanos)
- Nominierung für die Beste Nebenrolle (Nelson Coronado)
- Nominierung für die Beste Kamera (Gabriel Brault-Tardif)
- Nominierung für das Beste Casting (Ariane Castellanos und Victor Tremblay-Blouin)
- Nominierung für das Beste Filmdebüt (Pier-Philippe Chevigny)[17]

Fantasia International Film Festival 2023
- Auszeichnung mit dem Publikumspreis in Bronze – Quebec Feature (Pier-Philippe Chevigny)[18]

Festival International Music & Cinema Marseille 2024
- Nominierung für den Grand Prix – „Beste Filmmusik“ (Félicia Atkinson)[19]

Festival International du Film Francophone de Namur 2023
- Auszeichnung mit dem Bayard im First Film Competition[20]

Tribeca Film Festival 2023
- Nominierung im International Narrative Competition[2]